# Lista câștigătorilor Wimbledon (dublu masculin)
Campionii și finaliștii turneului de dublu masculin al Campionatului de la Wimbledon, au fost introduși pentru prima dată în campionat în 1884. Din 1915 până în 1918 și din 1940 până în 1945, nu a avut loc nici o competiție din cauza celor două războaie mondiale.

## Finaliști

### Era amatorilor

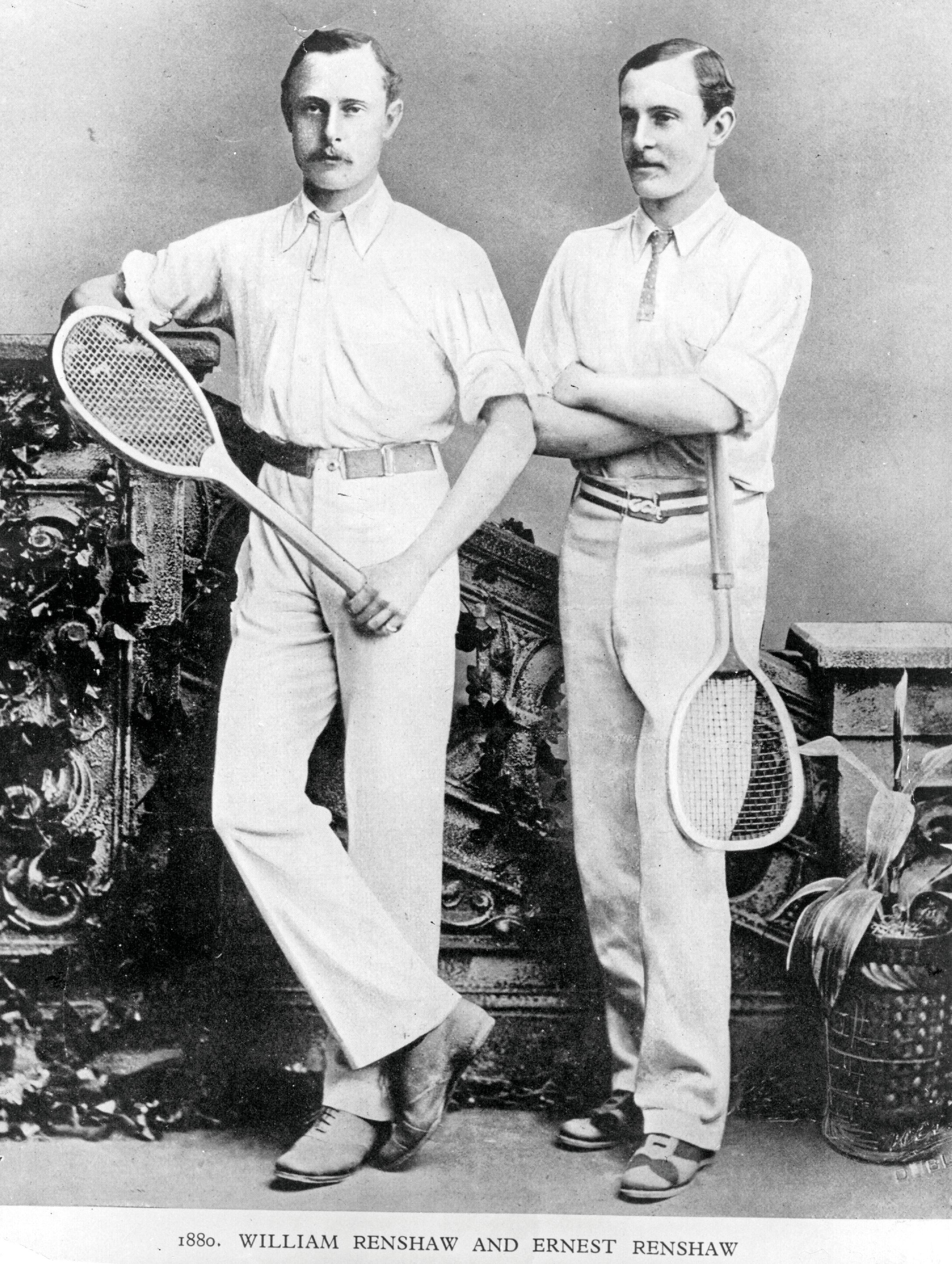
William și Ernest Renshaw

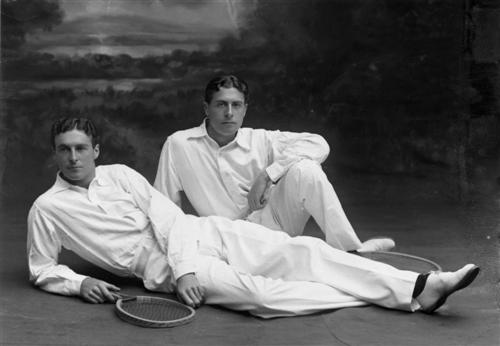
Frații Laurence și Reginald Doherty au câștigat titlul la dublu de opt ori, din 1897 până în 1906.

| An   | Campioni                                           | Finaliști                                          | Scor                                               |
| ---- | -------------------------------------------------- | -------------------------------------------------- | -------------------------------------------------- |
| 1884 | Ernest Renshaw William Renshaw                     | Ernest Lewis Teddy Williams                        | 6–3, 6–1, 1–6, 6–4                                 |
| 1885 | Ernest Renshaw William Renshaw                     | Claude Farrer Arthur J. Stanley                    | 6–3, 6–3, 10–8                                     |
| 1886 | Ernest Renshaw William Renshaw                     | Claude Farrer Arthur J. Stanley                    | 6–3, 6–3, 4–6, 7–5                                 |
| 1887 | Patrick Bowes-Lyon Herbert Wilberforce             | E. Barratt-Smith James Crispe                      | 7–5, 6–3, 6–2                                      |
| 1888 | Ernest Renshaw William Renshaw                     | Patrick Bowes-Lyon Herbert Wilberforce             | 2–6, 1–6, 6–3, 6–4, 6–3                            |
| 1889 | Ernest Renshaw William Renshaw                     | George Hillyard Ernest Lewis                       | 6–4, 6–4, 3–6, 0–6, 6–1                            |
| 1890 | Joshua Pim Frank Stoker                            | George Hillyard Ernest Lewis                       | 6–0, 7–5, 6–4                                      |
| 1891 | Herbert Baddeley Wilfred Baddeley                  | Joshua Pim Frank Stoker                            | 6–1, 6–3, 1–6, 6–2                                 |
| 1892 | Harry Barlow Ernest Lewis                          | Herbert Baddeley Wilfred Baddeley                  | 4–6, 6–2, 8–6, 6–4                                 |
| 1893 | Joshua Pim Frank Stoker                            | Harry Barlow Ernest Lewis                          | 4–6, 6–3, 6–1, 2–6, 6–0                            |
| 1894 | Herbert Baddeley Wilfred Baddeley                  | Harry Barlow C. H. Martin                          | 5–7, 7–5, 4–6, 6–3, 8–6                            |
| 1895 | Herbert Baddeley Wilfred Baddeley                  | Wilberforce Eaves Ernest Lewis                     | 8–6, 5–7, 6–4, 6–3                                 |
| 1896 | Herbert Baddeley Wilfred Baddeley                  | Reginald Doherty Harold Nisbet                     | 1–6, 3–6, 6–4, 6–2, 6–1                            |
| 1897 | Laurence Doherty Reginald Doherty                  | Herbert Baddeley Wilfred Baddeley                  | 6–4, 4–6, 8–6, 6–4                                 |
| 1898 | Laurence Doherty Reginald Doherty                  | Clarence Hobart Harold Nisbet                      | 6–4, 6–4, 6–2                                      |
| 1899 | Laurence Doherty Reginald Doherty                  | Clarence Hobart Harold Nisbet                      | 7–5, 6–0, 6–2                                      |
| 1900 | Laurence Doherty Reginald Doherty                  | Herbert Roper Barrett Harold Nisbet                | 9–7, 7–5, 4–6, 3–6, 6–3                            |
| 1901 | Laurence Doherty Reginald Doherty                  | Dwight F. Davis Holcombe Ward                      | 4–6, 6–2, 6–3, 9–7                                 |
| 1902 | Frank Riseley Sydney Smith                         | Laurence Doherty Reginald Doherty                  | 4–6, 8–6, 6–3, 4–6, 11–9                           |
| 1903 | Laurence Doherty Reginald Doherty                  | Frank Riseley Sydney Smith                         | 6–4, 6–4, 6–4                                      |
| 1904 | Laurence Doherty Reginald Doherty                  | Frank Riseley Sydney Smith                         | 6–1, 6–2, 6–4                                      |
| 1905 | Laurence Doherty Reginald Doherty                  | Frank Riseley Sydney Smith                         | 6–2, 6–4, 6–8, 6–3                                 |
| 1906 | Frank Riseley Sydney Smith                         | Laurence Doherty Reginald Doherty                  | 6–8, 6–4, 5–7, 6–3, 6–3                            |
| 1907 | Norman Brookes Anthony Wilding                     | Karl Behr Beals Wright                             | 6–4, 6–4, 6–2                                      |
| 1908 | Major Ritchie Anthony Wilding                      | Arthur Gore Herbert Roper Barrett                  | 6–1, 6–2, 1–6, 9–7                                 |
| 1909 | Arthur Gore Herbert Roper Barrett                  | Stanley Doust Harry Parker                         | 6–2, 6–1, 6–4                                      |
| 1910 | Major Ritchie Anthony Wilding                      | Arthur Gore Herbert Roper Barrett                  | 6–1, 6–1, 6–2                                      |
| 1911 | Max Decugis André Gobert                           | Major Ritchie Anthony Wilding                      | 9–7, 5–7, 6–3, 2–6, 6–2                            |
| 1912 | Charles Dixon Herbert Roper Barrett                | Max Decugis André Gobert                           | 3–6, 6–3, 6–4, 7–5                                 |
| 1913 | Charles Dixon Herbert Roper Barrett                | Heinrich Kleinschroth Friedrich-Wilhelm Rahe       | 6–2, 6–4, 4–6, 6–2                                 |
| 1914 | Norman Brookes Anthony Wilding                     | Herbert Roper Barrett Charles Dixon                | 6–1, 6–1, 5–7, 8–6                                 |
| 1915 | Anulat din cauza Primului Război Mondial           | Anulat din cauza Primului Război Mondial           | Anulat din cauza Primului Război Mondial           |
| 1916 | Anulat din cauza Primului Război Mondial           | Anulat din cauza Primului Război Mondial           | Anulat din cauza Primului Război Mondial           |
| 1917 | Anulat din cauza Primului Război Mondial           | Anulat din cauza Primului Război Mondial           | Anulat din cauza Primului Război Mondial           |
| 1918 | Anulat din cauza Primului Război Mondial           | Anulat din cauza Primului Război Mondial           | Anulat din cauza Primului Război Mondial           |
| 1919 | Pat O'Hara Wood Ronald Thomas                      | Rodney Heath Randolph Lycett                       | 6–4, 6–2, 4–6, 6–2                                 |
| 1920 | Chuck Garland R. Norris Williams                   | Algernon Kingscote James Cecil Parke               | 4–6, 6–4, 7–5, 6–2                                 |
| 1921 | Randolph Lycett Max Woosnam                        | Arthur Lowe Gordon Lowe                            | 6–3, 6–0, 7–5                                      |
| 1922 | James Anderson Randolph Lycett                     | Pat O'Hara Wood Gerald Patterson                   | 3–6, 7–9, 6–4, 6–3, 11–9                           |
| 1923 | Leslie Godfree Randolph Lycett                     | Eduardo Flaquer Manuel de Gomar                    | 6–3, 6–4, 3–6, 6–3                                 |
| 1924 | Francis Hunter Vincent Richards                    | Watson Washburn R. Norris Williams                 | 6–3, 3–6, 8–10, 8–6, 6–3                           |
| 1925 | Jean Borotra René Lacoste                          | Ray Casey John F. Hennessey                        | 6–4, 11–9, 4–6, 1–6, 6–3                           |
| 1926 | Jacques Brugnon Henri Cochet                       | Howard Kinsey Vincent Richards                     | 7–5, 4–6, 6–3, 6–2                                 |
| 1927 | Francis Hunter Bill Tilden                         | Jacques Brugnon Henri Cochet                       | 1–6, 4–6, 8–6, 6–3, 6–4                            |
| 1928 | Jacques Brugnon Henri Cochet                       | John Hawkes Gerald Patterson                       | 13–11, 6–4, 6–4                                    |
| 1929 | Wilmer Allison John Van Ryn                        | Ian Collins Colin Gregory                          | 6–4, 5–7, 6–3, 10–12, 6–4                          |
| 1930 | Wilmer Allison John Van Ryn                        | John Doeg George Lott                              | 6–3, 6–3, 6–2                                      |
| 1931 | George Lott John Van Ryn                           | Jacques Brugnon Henri Cochet                       | 6–2, 10–8, 9–11, 3–6, 6–3                          |
| 1932 | Jean Borotra Jacques Brugnon                       | Pat Hughes Fred Perry                              | 6–0, 4–6, 3–6, 7–5, 7–5                            |
| 1933 | Jean Borotra Jacques Brugnon                       | Ryosuke Nunoi Jiro Sato                            | 4–6, 6–3, 6–3, 7–5                                 |
| 1934 | George Lott Lester Stoefen                         | Jean Borotra Jacques Brugnon                       | 6–2, 6–3, 6–4                                      |
| 1935 | Jack Crawford Adrian Quist                         | Wilmer Allison John Van Ryn                        | 6–3, 5–7, 6–2, 5–7, 7–5                            |
| 1936 | Pat Hughes Raymond Tuckey                          | Charles Hare Frank Wilde                           | 6–4, 3–6, 7–9, 6–1, 6–4                            |
| 1937 | Don Budge Gene Mako                                | Pat Hughes Raymond Tuckey                          | 6–0, 6–4, 6–8, 6–1                                 |
| 1938 | Don Budge Gene Mako                                | Henner Henkel Georg von Metaxa                     | 6–0, 6–4, 6–8, 6–1                                 |
| 1939 | Elwood Cooke Bobby Riggs                           | Charles Hare Frank Wilde                           | 6–3, 3–6, 6–3, 9–7                                 |
| 1940 | Anulat din cauza celui de-Al Doilea Război Mondial | Anulat din cauza celui de-Al Doilea Război Mondial | Anulat din cauza celui de-Al Doilea Război Mondial |
| 1941 | Anulat din cauza celui de-Al Doilea Război Mondial | Anulat din cauza celui de-Al Doilea Război Mondial | Anulat din cauza celui de-Al Doilea Război Mondial |
| 1942 | Anulat din cauza celui de-Al Doilea Război Mondial | Anulat din cauza celui de-Al Doilea Război Mondial | Anulat din cauza celui de-Al Doilea Război Mondial |
| 1943 | Anulat din cauza celui de-Al Doilea Război Mondial | Anulat din cauza celui de-Al Doilea Război Mondial | Anulat din cauza celui de-Al Doilea Război Mondial |
| 1944 | Anulat din cauza celui de-Al Doilea Război Mondial | Anulat din cauza celui de-Al Doilea Război Mondial | Anulat din cauza celui de-Al Doilea Război Mondial |
| 1945 | Anulat din cauza celui de-Al Doilea Război Mondial | Anulat din cauza celui de-Al Doilea Război Mondial | Anulat din cauza celui de-Al Doilea Război Mondial |
| 1946 | Tom Brown Jack Kramer                              | Geoff Brown Dinny Pails                            | 6–4, 6–4, 6–2                                      |
| 1947 | Bob Falkenburg Jack Kramer                         | Tony Mottram Bill Sidwell                          | 8–6, 6–3, 6–3                                      |
| 1948 | John Bromwich Frank Sedgman                        | Tom Brown Gardnar Mulloy                           | 5–7, 7–5, 7–5, 9–7                                 |
| 1949 | Pancho Gonzales Frank Parker                       | Gardnar Mulloy Ted Schroeder                       | 6–4, 6–4, 6–2                                      |
| 1950 | John Bromwich Adrian Quist                         | Geoff Brown Bill Sidwell                           | 7–5, 3–6, 6–3, 3–6, 6–2                            |
| 1951 | Ken McGregor Frank Sedgman                         | Jaroslav Drobný Eric Sturgess                      | 3–6, 6–2, 6–3, 3–6, 6–3                            |
| 1952 | Ken McGregor Frank Sedgman                         | Vic Seixas Eric Sturgess                           | 6–3, 7–5, 6–4                                      |
| 1953 | Lew Hoad Ken Rosewall                              | Rex Hartwig Mervyn Rose                            | 6–4, 7–5, 4–6, 7–5                                 |
| 1954 | Rex Hartwig Mervyn Rose                            | Vic Seixas Tony Trabert                            | 6–4, 6–4, 3–6, 6–4                                 |
| 1955 | Rex Hartwig Lew Hoad                               | Neale Fraser Ken Rosewall                          | 7–5, 6–4, 6–3                                      |
| 1956 | Lew Hoad Ken Rosewall                              | Nicola Pietrangeli Orlando Sirola                  | 7–5, 6–2, 6–1                                      |
| 1957 | Gardnar Mulloy Budge Patty                         | Neale Fraser Lew Hoad                              | 8–10, 6–4, 6–4, 6–4                                |
| 1958 | Sven Davidson Ulf Schmidt                          | Ashley Cooper Neale Fraser                         | 6–4, 6–4, 8–6                                      |
| 1959 | Roy Emerson Neale Fraser                           | Rod Laver Bob Mark                                 | 8–6, 6–3, 14–16, 9–7                               |
| 1960 | Rafael Osuna Dennis Ralston                        | Mike Davies Bobby Wilson                           | 7–5, 6–3, 10–8                                     |
| 1961 | Roy Emerson Neale Fraser                           | Bob Hewitt Fred Stolle                             | 6–4, 6–8, 6–4, 6–8, 8–6                            |
| 1962 | Bob Hewitt Fred Stolle                             | Boro Jovanović Nikola Pilić                        | 6–2, 5–7, 6–2, 6–4                                 |
| 1963 | Rafael Osuna Antonio Palafox                       | Jean-Claude Barclay Pierre Darmon                  | 4–6, 6–2, 6–2, 6–2                                 |
| 1964 | Bob Hewitt Fred Stolle                             | Roy Emerson Ken Fletcher                           | 7–5, 11–9, 6–4                                     |
| 1965 | John Newcombe Tony Roche                           | Ken Fletcher Bob Hewitt                            | 7–5, 6–3, 6–4                                      |
| 1966 | Ken Fletcher John Newcombe                         | William Bowrey Owen Davidson                       | 6–3, 6–4, 3–6, 6–3                                 |
| 1967 | Bob Hewitt Frew McMillan                           | Roy Emerson Ken Fletcher                           | 6–2, 6–3, 6–4                                      |

### Era Open
| An           | Campioni                               | Finaliști                               | Scor                                        |
| ↓ Open Era ↓ | ↓ Open Era ↓                           | ↓ Open Era ↓                            | ↓ Open Era ↓                                |
| ------------ | -------------------------------------- | --------------------------------------- | ------------------------------------------- |
| 1968         | John Newcombe Tony Roche               | Ken Rosewall Fred Stolle                | 3–6, 8–6, 5–7, 14–12, 6–3                   |
| 1969         | John Newcombe Tony Roche               | Tom Okker Marty Riessen                 | 7–5, 11–9, 6–3                              |
| 1970         | John Newcombe Tony Roche               | Ken Rosewall Fred Stolle                | 10–8, 6–3, 6–1                              |
| 1971         | Roy Emerson Rod Laver                  | Arthur Ashe Dennis Ralston              | 4–6, 9–7, 6–8, 6–4, 6–4                     |
| 1972         | Bob Hewitt Frew McMillan               | Stan Smith Erik van Dillen              | 6–2, 6–2, 9–7                               |
| 1973         | Jimmy Connors Ilie Năstase             | John Cooper Neale Fraser                | 3–6, 6–3, 6–4, 8–9(3–7), 6–1                |
| 1974         | John Newcombe Tony Roche               | Bob Lutz Stan Smith                     | 8–6, 6–4, 6–4                               |
| 1975         | Vitas Gerulaitis Sandy Mayer           | Colin Dowdeswell Allan Stone            | 7–5, 8–6, 6–4                               |
| 1976         | Brian Gottfried Raúl Ramírez           | Ross Case Geoff Masters                 | 3–6, 6–3, 8–6, 2–6, 7–5                     |
| 1977         | Ross Case Geoff Masters                | John Alexander Phil Dent                | 6–3, 6–4, 3–6, 8–9(4–7), 6–4                |
| 1978         | Bob Hewitt Frew McMillan               | Peter Fleming John McEnroe              | 6–1, 6–4, 6–2                               |
| 1979         | Peter Fleming John McEnroe             | Brian Gottfried Raúl Ramírez            | 4–6, 6–4, 6–2, 6–2                          |
| 1980         | Peter McNamara Paul McNamee            | Bob Lutz Stan Smith                     | 7–6(7–5), 6–3, 6–7(4–7), 6–4                |
| 1981         | Peter Fleming John McEnroe             | Bob Lutz Stan Smith                     | 6–4, 6–4, 6–4                               |
| 1982         | Peter McNamara Paul McNamee            | Peter Fleming John McEnroe              | 6–3, 6–2                                    |
| 1983         | Peter Fleming John McEnroe             | Tim Gullikson Tom Gullikson             | 6–4, 6–3, 6–4                               |
| 1984         | Peter Fleming John McEnroe             | Pat Cash Paul McNamee                   | 6–2, 5–7, 6–2, 3–6, 6–3                     |
| 1985         | Heinz Günthardt Balázs Taróczy         | Patrick Cash John Fitzgerald            | 6–4, 6–3, 4–6, 6–3                          |
| 1986         | Joakim Nyström Mats Wilander           | Gary Donnelly Peter Fleming             | 7–6(7–4), 6–3, 6–3                          |
| 1987         | Ken Flach Robert Seguso                | Sergio Casal Emilio Sánchez             | 3–6, 6–7(6–8), 7–6(7–3), 6–1, 6–4           |
| 1988         | Ken Flach Robert Seguso                | John Fitzgerald Anders Järryd           | 6–4, 2–6, 6–4, 7–6(7–3)                     |
| 1989         | John Fitzgerald Anders Järryd          | Rick Leach Jim Pugh                     | 3–6, 7–6(7–4), 6–4, 7–6(7–4)                |
| 1990         | Rick Leach Jim Pugh                    | Pieter Aldrich Danie Visser             | 7–6(7–5), 7–6(7–4), 7–6(7–5)                |
| 1991         | John Fitzgerald Anders Järryd          | Javier Frana Leonardo Lavalle           | 6–3, 6–4, 6–7(7–9), 6–1                     |
| 1992         | John McEnroe Michael Stich             | Jim Grabb Richey Reneberg               | 5–7, 7–6(7–5), 3–6, 7–6(7–5), 19–17         |
| 1993         | Todd Woodbridge Mark Woodforde         | Grant Connell Patrick Galbraith         | 7–5, 6–3, 7–6(7–4)                          |
| 1994         | Todd Woodbridge Mark Woodforde         | Grant Connell Patrick Galbraith         | 7–6(7–3), 6–3, 6–1                          |
| 1995         | Todd Woodbridge Mark Woodforde         | Rick Leach Scott Melville               | 7–5, 7–6(10–8), 7–6(7–5)                    |
| 1996         | Todd Woodbridge Mark Woodforde         | Byron Black Grant Connell               | 4–6, 6–1, 6–3, 6–2                          |
| 1997         | Todd Woodbridge Mark Woodforde         | Jacco Eltingh Paul Haarhuis             | 7–6(7–4), 7–6(9–7), 5–7, 6–3                |
| 1998         | Jacco Eltingh Paul Haarhuis            | Todd Woodbridge Mark Woodforde          | 2–6, 6–4, 7–6(7–3), 5–7, 10–8               |
| 1999         | Mahesh Bhupathi Leander Paes           | Paul Haarhuis Jared Palmer              | 6–7(10–12), 6–3, 6–4, 7–6(7–4)              |
| 2000         | Todd Woodbridge Mark Woodforde         | Paul Haarhuis Sandon Stolle             | 6–3, 6–4, 6–1                               |
| 2001         | Donald Johnson Jared Palmer            | Jiří Novák David Rikl                   | 6–4, 4–6, 6–3, 7–6(8–6)                     |
| 2002         | Jonas Björkman Todd Woodbridge         | Mark Knowles Daniel Nestor              | 6–1, 6–2, 6–7(7–9), 7–5                     |
| 2003         | Jonas Björkman Todd Woodbridge         | Mahesh Bhupathi Max Mirnyi              | 3–6, 6–3, 7–6(7–4), 6–3                     |
| 2004         | Jonas Björkman Todd Woodbridge         | Julian Knowle Nenad Zimonjić            | 6–1, 6–4, 4–6, 6–4                          |
| 2005         | Stephen Huss Wesley Moodie             | Bob Bryan Mike Bryan                    | 7–6(7–4), 6–3, 6–7(2–7), 6–3                |
| 2006         | Bob Bryan Mike Bryan                   | Fabrice Santoro Nenad Zimonjić          | 6–3, 4–6, 6–4, 6–2                          |
| 2007         | Arnaud Clément Michaël Llodra          | Bob Bryan Mike Bryan                    | 6–7(5–7), 6–3, 6–4, 6–4                     |
| 2008         | Daniel Nestor Nenad Zimonjić           | Jonas Björkman Kevin Ullyett            | 7–6(14–12), 6-7(3-7), 6–3, 6–3              |
| 2009         | Daniel Nestor Nenad Zimonjić           | Bob Bryan Mike Bryan                    | 7–6(9–7), 6–7(3–7), 7–6(7–3), 6–3           |
| 2010         | Jürgen Melzer Philipp Petzschner       | Robert Lindstedt Horia Tecău            | 6–1, 7–5, 7–5                               |
| 2011         | Bob Bryan Mike Bryan                   | Robert Lindstedt Horia Tecău            | 6–3, 6–4, 7–6(7–2)                          |
| 2012         | Jonathan Marray Frederik Nielsen       | Robert Lindstedt Horia Tecău            | 4–6, 6–4, 7–6(7–5), 6–7(5–7), 6–3           |
| 2013         | Bob Bryan Mike Bryan                   | Ivan Dodig Marcelo Melo                 | 3–6, 6–3, 6–4, 6–4                          |
| 2014         | Vasek Pospisil Jack Sock               | Bob Bryan Mike Bryan                    | 7–6(7–5), 6–7(3–7), 6–4, 3–6, 7–5           |
| 2015         | Jean-Julien Rojer Horia Tecău          | Jamie Murray John Peers                 | 7–6(7–5), 6–4, 6–4                          |
| 2016         | Pierre-Hugues Herbert Nicolas Mahut    | Julien Benneteau Édouard Roger-Vasselin | 6–4, 7–6(7–1), 6–3                          |
| 2017         | Łukasz Kubot Marcelo Melo              | Oliver Marach Mate Pavić                | 5–7, 7–5, 7–6(7–2), 3–6, 13–11              |
| 2018         | Mike Bryan Jack Sock                   | Raven Klaasen Michael Venus             | 6–3, 6–7(7–9), 6–3, 5–7, 7–5                |
| 2019         | Juan Sebastián Cabal Robert Farah      | Nicolas Mahut Édouard Roger-Vasselin    | 6–7(5–7), 7–6(7–5), 7–6(8–6), 6–7(5–7), 6–3 |
| 2020         | Anulat din cauza pandemiei de COVID-19 | Anulat din cauza pandemiei de COVID-19  | Anulat din cauza pandemiei de COVID-19      |
| 2021         | Nikola Mektić Mate Pavić               | Marcel Granollers Horacio Zeballos      | 6–4, 7–6(7–5), 2–6, 7–5                     |
| 2022         | Matthew Ebden Max Purcell              | Nikola Mektić Mate Pavić                | 7–6(7–5), 6–7(3–7), 4–6, 6–4, 7–6(10–2)     |
| 2023         | Wesley Koolhof Neal Skupski            | Marcel Granollers Horacio Zeballos      | 6–4, 6–4                                    |
| 2024         | Harri Heliövaara Henry Patten          | Max Purcell Jordan Thompson             | 6–7(7–9), 7–6(10–8), 7–6(11–9)              |
| 2025         | Julian Cash Lloyd Glasspool            | Rinky Hijikata David Pel                | 6–2, 7–6(7–3)                               |